# Oligota punctulata
Oligota punctulata är en skalbaggsart som beskrevs av Oswald Heer 1839. Oligota punctulata ingår i släktet Oligota, och familjen kortvingar. Arten är reproducerande i Sverige.